# Lorenzo Carboncini
Lorenzo Carboncini, né le 22 septembre 1976 à Empoli, est un rameur d'aviron italien. 

## Carrière
Lorenzo Carboncini participe aux Jeux olympiques de 2000 à Sydney et remporte la médaille d'argent avec le quatre sans barreur italien composé de Riccardo Dei Rossi, Valter Molea et Carlo Mornati.